# Dopředná kompatibilita
Dopředná kompatibilita (neplést s rozšiřitelností) je schopnost systému přijímat vstup určený pro pozdější verze sebe sama.
Dopředné kompatibility je obtížnější dosáhnout než kompatibility zpětné, protože u zpětné kompatibility je vstupní formát souboru znám, zatímco u dopředné kompatibility si musí systém poradit s neznámým budoucím datovým formátem nebo s požadavky na neznámé budoucí vlastnosti.
Příkladem dopředné kompatibility je specifikace webového prohlížeče ignorovat HTML značky (tagy), které nezná.
Ignorování nerozpoznaných dat nebo aplikačních instrukcí je typické chování dopředně kompatibilních systémů.
Dopředně kompatibilní systémy při neočekávaném vstupu upozorní na tento potenciální problém uživatele.